# Capnophyllum
Capnophyllum là chi thực vật có hoa trong họ Apiaceae.

## Các loài
- Capnophyllum africanum  (L.) Gaertn.
- Capnophyllum leiocarpon  (Sond.) J.C.Manning & Goldblatt
- Capnophyllum lutzeyeri  Magee & B.-E.van Wyk
- Capnophyllum macrocarpum  Magee & B.-E.van Wyk